# Romanze mit Hindernissen
Romanze mit Hindernissen ist eine US-amerikanische Musicalkomödie aus dem Jahr 1951 von Roy Del Ruth mit Doris Day und Gordon MacRae in den Hauptrollen. Der Film wurde von Warner Bros. produziert und basiert auf den Romanen Penrod und Penrod and Sam von Booth Tarkington.

## Handlung
Der Bankier George Winfield zieht 1917 mit seiner Frau Alice, seiner 18-jährigen Tochter Marjorie, seinem 11-jährigen Sohn Wesley und dem Familienhund Max in eine bessere Gegend. Alle in der Familie, auch George und die Haushälterin Stella, hassen das neue Haus und die Nachbarschaft. Auf Drängen seines Vaters freundet sich Wesley mit Jim Sherman an, der mit der Waffe seines Vaters prahlt, die angeblich vom legendären Jesse James stammt. Marjorie nimmt an einem Baseballspiel teil und schlägt den Gewinnpunkt. Als sie heimgeht, sieht sie Wesley und Jim mit der Waffe im Garten. Sie rennt hin, um die Jungen aufzuhalten. Bei dem Gerangel löst sich ein Schuss, der das Gartentor zum Umsturz bringt. Jims älterer Bruder William wird von dem Tor getroffen. William hält Marjorie wegen ihrer Baseballkleidung zunächst für einen Jungen. Als er jedoch erkennt, eine junge Frau vor sich zu haben, beginnt er, sie zu umwerben. 
Mit der Hilfe ihrer Mutter betont Marjorie ihre Weiblichkeit durch Kleider an Stelle von Hosen. Bei ihrer ersten Verabredung behauptet William, dass die Weltlage zu ernst sei, um sich zu amüsieren. Dennoch tanzt er mit ihr und will danach für sie eine Puppe an einer Wurfbude gewinnen. William trifft nicht und beschuldigt den Besitzer des Betrugs, der Marjorie als Zeichen seiner Fairness drei Freiwürfe zugesteht. Marjorie trifft und gewinnt die Puppe. Am Ende des Abends haben sich William und Marjorie ineinander verliebt. Einige Zeit später fragt George William nach dessen Plänen mit Marjorie. Nach einigen abfälligen Bemerkungen über Bankiers verbietet George weitere Treffen mit seiner Tochter. George findet an einem weiteren Verehrer Marjories, dem Musiklehrer Hubert Wakely, Gefallen. 
Als Wesley vergisst, einen Brief als Hausaufgabe zu schreiben, nimmt er sich einen Brief als Ersatz, den er in Marjories Zimmer gefunden hat. Wesley muss ihn vor der Klasse vorlesen. Da es sich dabei um einen Liebesbrief, den Marjorie an William schicken wollte, handelt, wird er zum Gespött der Klasse. Um sich an Marjorie zu rächen, will er ihr Treffen mit Hubert sabotieren. Da Marjorie Hubert nicht ertragen kann, ist sie froh, dass das Treffen schnell zu Ende geht und dankt Wesley für seine Streiche. Marjorie nimmt heimlich Tanzunterricht für die anstehende Weihnachtsfeier. Auf dem Heimweg wird sie von einigen Jungen zu einer Schneeballschlacht herausgefordert. Dabei stürzt sie und bricht sich den Knöchel. 
Wesley sieht einen Film über die schädlichen Auswirkungen des Alkoholkonsums. Als er in der Schule einschläft, wird er von seiner Lehrerin Miss Stevens geweckt, der er eine Geschichte über die Trunkenheit seines Vaters auftischt. Am Weihnachtsabend begegnet William Miss Stevens, die ihm Wesleys Geschichte erzählt. Entsetzt geht er zu den Winfields, um Marjorie herauszuholen. Er findet George schlafend auf der Couch vor und glaubt, er sei betrunken. Mit einem Glas Wasser, das er George ins Gesicht schüttet, macht er ihn wach. Dadurch wird Wesleys Lügengeschichte entlarvt, der aus Angst vor Strafe aus dem Haus flüchtet und sich einer Gruppe Weihnachtssänger unter Huberts Leitung anschließt. 
Am Ende des Schuljahres erlangt William seinen Universitätsabschluss. Bei der Graduierungsfeier sind auch die Winfields anwesend. William hält eine Rede, in der er bekannt gibt, dass sich seine gesamte Klasse zum Militärdienst eingeschrieben hat. Marjorie erklärt George, dass William nichts von der Ehe hält, daraufhin verlässt George mit seiner Familie die Feier. Mit gebrochenen Herzen läuft Marjorie zum Bahnhof, wo William und seine Kameraden den Zug zum Armeecamp besteigen. William macht ihr einen Antrag, doch George, der Marjorie gefolgt ist, zweifelt an Williams Aufrichtigkeit. 
An Wesleys zwölften Geburtstag bekommt er von seiner Tante Martha einen Kuchen, ein Messer und eine Steinschleuder, die Martha George in der Kindheit abgenommen hat. Während der Geburtstagsfeier erscheint überraschend William, der bei George um Marjories Hand anhält. George verweigert seine Zusage, woraufhin ihn Alice an seine eigene Jugend erinnert. Erst als Wesley mit der Schleuder ein Fenster zerschießt, gibt George nach. Kurz darauf heiraten William und Marjorie. 

## Produktion

### Hintergrund
Gedreht wurde der Film von Anfang Januar bis Anfang März 1951 in den Warner-Studios in Burbank.
Anfang März erkrankte Regisseur Del Ruth und wurde für sechs Drehtage von Raoul Walsh vertreten.
Joseph Breen, Präsident der Zensurbehörde PCA (Production Code Administration), kritisierte in einem Brief an Jack L. Warner die augenscheinlich negative Einstellung der männlichen Hauptfigur William zur Institution der Ehe und für die freie Liebe, was kein Thema für eine Komödie sei. Ebenso kritisiert wurde, dass der Junge Wesley die Waffe seines Vaters in den Garten trägt. Eine andere Requisite als eine Waffe wäre angemessener gewesen. Das Studio rechtfertigte die Szene als amerikanischen Humor, war aber bereit, die Szene mit einer alten Büchse als Waffe nachzudrehen. Die Behörde gab sich damit zufrieden, da diese Art von Waffe nicht als typisch für Gangster angesehen wurde.
1953 drehte David Butler für Warner Bros. mit Heiratet Marjorie? eine Fortsetzung. Neben Doris Day und Gordon MacRae spielen auch in der Fortsetzung Leon Ames, Rosemary DeCamp, Billy Gray und Mary Wickes in ihren Rollen mit.

### Stab
William Wallace war für das Szenenbild zuständig, Milo Anderson und Marjorie Best für die Kostüme. Die Spezialeffekte stammten von Hans F. Koenekamp und William C. McGann. Herschel Daugherty arbeitete als Dialogregisseur.

### Besetzung
In kleinen nicht im Abspann erwähnten Nebenrollen traten Siegfried Arno, Joe Brooks, Esther Dale als Tante Martha, James Dobson, Creighton Hale, Anne Kimbell und Hank Mann auf.

### Musik
Im Film wurden folgende Songs gespielt:
- Moonlight Bay von Edward Madden und Percy Weinrich
- Cuddle Up a Little Closer, Lovely Mine und Every Little Movement von Otto Harbach und Karl Hoschna
- Hark, the Herald Angels Sing von Joseph Mohr und Franz Xaver Gruber
- Pack Up Your Troubles in an Old Kit Bag and Smile, Smile, Smile von George Asaf und Felix Powell
- Christmas Story von Pauline Walsh
- Love Ya von Charles Tobias und Peter De Rose
- Tell Me Why the Nights Are Lonely von Max Kortlander und W. J. Callahan
- I'm Forever Blowing Bubbles von Jaan Kenbrovin und John William Kellette
- Till We Meet Again von Raymond B. Egan und Richard A. Whiting

Ray Heindorf war der musikalische Direktor, LeRoy Prinz der Choreograph der Musical-Nummern. 

## Synchronisation
Die deutsche Synchronfassung entstand 1994 im Auftrag der Rondo Film Werner Peters in Berlin unter der Dialogregie von Michael Erdmann, der auch das Dialogbuch schrieb.
| Rolle             | Schauspieler    | Deutscher Synchronsprecher |
| ----------------- | --------------- | -------------------------- |
| Marjorie Winfield | Doris Day       | Traudel Haas               |
| William Sherman   | Gordon MacRae   | Michael Pan                |
| Hubert Wakely     | Jack Smith      | Benjamin Völz              |
| George Winfield   | Leon Ames       | Klaus Sonnenschein         |
| Alice Winfield    | Rosemary DeCamp | Inken Sommer               |
| Stella            | Mary Wickes     | Christel Merian            |
| Wesley Winfield   | Billy Gray      | Ozan Ünal                  |
| Jim Sherman       | Jeffrey Stevens | Klaus Pietzner             |
| Barker            | Eddie Marr      | Friedrich W. Bauschulte    |
| Tante Martha      | Esther Dale     | Bettina Schön              |

Anmerkung: Die kursiv geschriebenen Namen sind Rollen und Darsteller, die nicht im Abspann erwähnt wurden.

## Veröffentlichung
Die Premiere des Films fand am 26. Juli 1951 in New York statt. In der Bundesrepublik Deutschland wurde er am 13. Oktober 1996 im deutschen Fernsehen ausgestrahlt.

## Kritiken
Der Filmkritiken-Aggregator Rotten Tomatoes hat in einer Auswertung von fünf Kritiken eine Zustimmungsrate von 100 Prozent errechnet. Das Publikumsergebnis hat sich bei 79 Prozent positiver Bewertungen eingependelt.
Das Lexikon des internationalen Films schrieb: „1917 in Indiana angesiedeltes folkloristisches Musical ohne große Bedeutung.“
Die Filmzeitschrift Cinema befand: „Eine altmodische, aber nicht uncharmante Romanze. Fazit: Unter dem Staub versteckt sich eine Komödie mit Herz.“
Der Kritiker der The New York Times merkte an, dass der Film sich anstrenge, eine authentische nostalgische Stimmung zu entwickeln. Es komme aber nur das Gefühl auf, alles sei ermüdend vertraut und veraltet.
Die Variety lobte, dass die Charaktere zu einigen Lachstürmen reizen. Regie und Drehbuch liefern viele Punkte, die die Lachlust fördern und die Nostalgie heraufbeschwören.